# Sempervivum dolomiticum
Sempervivum dolomiticum là một loài thực vật có hoa trong họ Crassulaceae. Loài này được Facchini miêu tả khoa học đầu tiên năm 1855.